# Henryk Makarewicz
Henryk Makarewicz (ur. 10 lipca 1952 w Dubicy Dolnej) – polski polityk, samorządowiec, senator II i III kadencji.

## Życiorys
Jest absolwentem Akademii Rolniczej w Lublinie. Od 1973 był pracownikiem urzędu gminy Wisznice. Na początku lat 90. kierował Gminną Spółdzielnią „Samopomoc Chłopska” w Sosnówce. Od 1980 prowadzi specjalistyczne gospodarstwo rolne (w zakresie sadownictwa).
W latach 1991–1997 sprawował mandat senatora II i III kadencji, wybranego z ramienia Polskiego Stronnictwa Ludowego w województwie bialskopodlaskim (w III kadencji przewodniczył klubowi senatorów i Komisji Spraw Zagranicznych i Międzynarodowych Stosunków Gospodarczych). Kandydował bez powodzenia w kolejnych wyborach parlamentarnych do Senatu (m.in. w 2005). Od 1998 do 2003 pracował w Kancelarii Sejmu jako doradca, następnie jako dyrektor w oddziale lubelskiej kasy chorych w Białej Podlaskiej.
W latach 1998–2006 pełnił funkcję radnego sejmiku lubelskiego. W styczniu 2003 objął stanowisko marszałka w tym województwie, tworząc koalicję m.in. z SLD i Samoobroną, zastępując na tym stanowisku innego działacza PSL Edwarda Wojtasa. Doprowadziło to do konfliktu z liderem partii na Lubelszczyźnie Zdzisławem Podkańskim. Henryk Makarewicz pomimo kilku prób wykluczenia go z PSL pozostał w szeregach partii, w 2004 powołał własne Stowarzyszenie „Lubelszczyzna”. W maju 2005 został odwołany ze stanowiska marszałka m.in. głosami PSL.
W 2006 uzyskał mandat radnego powiatu bialskiego (z ramienia PSL), został następnie powołany na wiceprzewodniczącego rady. W 2007 wszedł w skład rady nadzorczej Zakładu Gospodarki Lokalowej w Białej Podlaskiej, objął stanowisko kierownika biura terenowego w Białej Podlaskiej Gospodarstwa Gruntów Marginalnych i Mieszkaniowego ZWRSP w Parczewie. W 2010, 2014 i 2018 z listy PSL kandydował ponownie do sejmiku.
W 1998 otrzymał Złoty Krzyż Zasługi.